# 이수근 (희극인)
이수근(1975년 2월 10일~)은 대한민국의 희극인이다.

## 생애
경기도 이천시에서 태어나서 어릴 때 양평군으로 이사가서 성장했다. 그의 부모님이 이름을 지었을 때 1969년 간첩조작사건으로 사형된 인물명인 '이수근'에서 따와 이름을 지어줬다고 한다. 이수근의 어머니 김산옥은 이수근이 어린 시절 신내림을 받고 무당이 되어 집을 떠났으며 이 때문에 유년기부터 아버지 이무재와 단 둘이 자랐다. 1994년 개그맨이 되기 위해 19세에 양평에서 서울로 상경하였다.
1996년 ‘동대문 남대문’이라는 듀엣을 결성해 《MBC 강변가요제》에 출전했다. 당시 유희열이 이 곡의 편곡을 맡았으며, 이수근은 작사를 하였으나 어떤 상도 수상받지 못했다. 강변가요제에서 떨어진 이후에는 각종 단역배우등으로 간간히 활동하였으며 2000년 《개그콘서트》에서 개그맨 지망생 신분으로 처음 무대에 올랐지만 공채 데뷔는 계속 실패하였으며 이 시기 김병만을 만나 동고동락하며 개그맨 시험을 준비하였다. 그러나 2001년 7번째 시험에서 떨어진 뒤 이수근은 개그맨의 꿈을 포기하고 레크레이션 강사로 전업하였다. 이수근이 강사로 활동하는 동안 김병만은 혼자 남아 무림남녀로 2002년 KBS 17기 개그맨으로 데뷔에 성공하게 된다. 개그맨 데뷔에 성공한 후 김병만은 이수근을 찾아 다시 한번 도전할 것을 권유하였고 이수근은 다시 개그콘서트에 연습생 신분으로 무대에 오른다. 개그콘서트를 하는 와중이었던 2003년 추대엽과 함께 MBC 공채에 도전하였으나 추대엽은 합격, 이수근은 또 다시 낙방하게 된다. 그러나 같은 해 개그콘서트에서는 3년간 연습생으로 무대에 오른 이수근을 KBS 18기 특채로 받아들이면서 이수근은 마침내 정식으로 개그맨 데뷔에 성공한다.
키가 164.7cm로 개그콘서트 출연 초창기에는 주로 김병만과 함께 자신들의 작은 키를 이용한 개그를 선보였으며 단신뉴스, 봉숭아 학당 등에 출연하였다. 2006년 이수근은 류담, 변기수와 함께 고음불가를 런칭하였고 이수근은 고음이 되지 않는 도사 역할을 맡아 인기 개그맨으로 발돋움한다. 고음불가 당시 이수근의 옷은 디자이너 앙드레김이 디자인하였으며, 고음불가의 성공 이후 이수근은 본격적으로 개그콘서트와 예능을 병행하며 활동하였다. 2007년 8월에는 1박 2일의 고정 멤버로 발탁되어, 최고시청률 51.3%의 기록을 세우며 최고의 전성기를 누린다.
2007년 제7회 KBS 연예대상 베스트 엔터테이너상을 수상하였다. 현재 소속사는 SM C&C이다.
2008년 3월 2일 11살 연하인 패션 사업가 박지연과 결혼했다. 2008년 8월 3일 첫째 아들 이태준이 태어나고 2010년 1월 19일 둘째 아들 이태서가 태어났다.
한편, KBS 2TV  《개그콘서트》《해피선데이》'1박 2일'로 제 38회 한국방송대상 통합 코미디언상(당초 남-녀 코미디언상이었으나 26회부터 변경) 수상의 영예를 안았는데 심형래(KBS 2TV <쇼 비디오자키> 등으로 18회 남자 코미디언상) 김미화(KBS 2TV <유머 1번지> 등으로 18회 여자 코미디언상) 정선희(SBS <해피타임> 등으로 25회 여자 코미디언상) 남희석(SBS <남희석 이휘재의 멋진 만남> <좋은 친구들>로 26회 통합 코미디언상) 이휘재(SBS <남희석 이휘재의 멋진 만남> KBS 2TV <한국이 보인다>로 27회 통합 코미디언상) 박희진(MBC <안녕 프란체스카> 등으로 32회 통합 코미디언상)(여자 1호 통합 코미디언상) 강유미(KBS 2TV <개그콘서트> 등으로 33회 통합 코미디언상)(여자 2호) 유세윤(KBS 2TV <개그콘서트> 등으로 34회 통합 코미디언상) 김병만(<개그콘서트> 등으로 35회 통합 코미디언상) 김준호(<개그콘서트> 등으로 36회 통합 코미디언상)에 이어 2개 이상의 프로그램으로 코미디언상 받은 11번째(통합으로 치자면 8번째) 인물이 됐으나 그 이후 명맥이 끊겼다가 홍윤화(SBS <웃음을 찾는 사람들> 등으로 43회 통합 코미디언상)(여자 4호) 박나래(MBC <나 혼자 산다> 등으로 45회 통합 코미디언상)(역자 6호)가 2개 이상의 프로그램으로 코미디언상 받은 12번째(홍윤화)(통합 9호) 13번째(박나래)(통합 10호) 인물이 됐다.
2015년 5월 16일, tvN 예능프로그램 SNL 코리아 6에서 호스트로 방송에 복귀했다.

## 논란
2009년, 가을경 서울 강남의 한 룸살롱에서 연예인 해외 원정 도박을 수사 중인 경찰관을 접대하여 수사 무마 또는 수사 정보 유출 등의 청탁과 함께 금품을 건넨 의혹을 받고 있는데, 이에 소속사 측은 사실무근이라며 전면 부인했다.

### 합동 강간 논란
2005년 1월 6일 새벽 3시 경 이수근은 경기도 고양시 모 성인오락실에서 만난 20대 여성 신씨에게 "술 한잔 하자"고 접근하여 장항동 모 호프집에서 1차로 술을 마신 후 인근 신씨의 오피스텔로 자리를 옮겨 2차로 술을 마신 후 신씨와 성관계를 행하였다.
같은 날 오전 7시 경 신씨는 "2명의 남자로부터 성폭행을 당했다"고 112로 신고하였고, 신고를 접수받은 일산경찰서는 오전 9시 20분 경 신씨를 데리고 일산 모 산부인과를 찾아가 정액을 채취, 증거를 확보하였다. 일산경찰서는 2005년 1월 7일 오후 2시 경 피해조서를 받고, 2005년 1월 11일 오전 3시 경 이수근을 성폭력범죄의처벌및피해자보호등에관한법률위반(특수강간등) 혐의로 긴급체포했다.
신씨는 술에 취해 자고 있는데 이수근과 매니저 지모씨가 강제로 성폭행하였다고 주장했으나, 이수근은 "신씨의 동의 하에 성관계를 가졌고 오피스텔에서 나온 뒤 휴대폰을 놓고와 지씨에게 휴대폰을 가져다 달라고 했는데 지씨가 성폭행한 것"이라고 주장했다.
2005년 1월 13일 오후 5시 경 의정부지방법원 고양지원 형사2단독(재판장 김무신)은 성폭력범죄의처벌및피해자보호등에관한법률위반(특수강간등) 혐의로 이수근의 구속 영장을 발부하였다.
2005년 4월 30일 의정부지방검찰청고양지청은 이수근을 성폭력범죄의처벌및피해자보호등에관한법률위반(특수강간등) 증거 불충분으로 혐의없음 불기소 처분하였다.

### 성폭행 무고 주장
이수근은 성폭행 혐의가 불기소 처분된 후 레이디경향의 2005년 9월호 인터뷰에서 "경찰이 별일 아니라며 잠깐 오기만 하면 된다고 하더라구요", "여자가 성추행으로 신고를 하면 남자는 바로 긴급 체포된다는 걸 이번에 알았어요", "그 여자분은 사건이 일어난 지 일주일이 지나서야 경찰에 신고 접수를 했어요. 경찰 조사 결과 그분의 말이 거짓말이라는 게 일찍 밝혀졌지만" 등의 발언으로 무고 피해를 입은 것임을 시사했다. 그러나 성추행이 아닌 특수강간으로 고소되었으며, "사건이 일어난 지 일주일이 지나서야 경찰에 신고 접수를 했어요"라고 주장하였으나 피해자는 당일 바로 112로 신고 접수를 하였다. 또한 경찰 조사에서 거짓말이라는 것이 밝혀졌다고 주장하였으나 경찰은 보강수사까지 마친 후 검찰에 구속영장을 청구하였고, 구속 영장은 발부되었으나 특수강간을 인정할 증거가 부족하여 불기소 처리된 것으로 야간공동상해죄는 인정되었다.

### 범죄 전력
- 2013년 11월 10일, 불법 도박 혐의로 검찰에 소환되었다.

#### 야간공동상해죄
2005년 1월 6일 새벽 3시 경 이수근과 매니저 지 모씨는 같이 술을 마시던 20대 여성 신 모씨와 성관계하여 상해를 입혔다(폭력행위등처벌에관한법률위반(야간.공동상해)).
2005년 4월 30일 의정부지방검찰청고양지청은 혐의는 인정되나 사안이 경미하다 판단하여 이수근의 폭력행위등처벌에관한법률위반(야간.공동상해) 혐의를 기소유예 처분하였다.

## 경력
- MBC 강변가요제 본선
- 에어로빅 강사
- 2006년 10월 인터넷쇼핑몰 가라이버 운영
- 2008년 9월 ~ 이수근의 드림플라워 운영
- 2009년 9월 인터넷쇼핑몰 뉴욕개미 운영
- 2010년 6월 이수근의 Soolzip(술집) 홍보이사

## 출연 작품

### 방송
- KBS2 《개승자》
- tvN 《코미디빅리그 시즌 1》 MC
- KBS2 《명 받았습니다》
- KBS2 《대국민 토크쇼 안녕하세요》
- KBS2 《코미디쇼 희희낙락》
- KBS2 《개그콘서트》
  - 개그제이 특공대  시민 역
  - 개그전사 300
  - 고음 불가
  - 공포의 외인구단
  - 괜찮아요
  - 그냥 내비둬
  - 그땐 그랬지
  - 누구?
  - 뉴스단신
  - 단점이 없어
  - 덩크슛
  - 대결
  - 대결 3인조
  - 동작그만
  - 뮤직 드라마  나레이션 역
  - 버전뉴스
  - 봉숭아 학당 야야야 브라더스, 선생님 역
  - 불청객  감독 역
  - 비틀지
  - 빅4 콘서트
  - 생활 교향곡
  - 신 동작그만 상병, 병장 역
  - 써클스
  - 웃겨버릴거야~
  - 장군
  - 초 미니시리즈
  - 키컸으면
  - 택시 드라이버
  - 9시쯤 뉴스
  - 이럴줄 알고 (게스트로 출연)
- KBS2 《폭소클럽》
- KBS2 《빅스타x파일》
- KBS2 《청춘불패 2》
- KBS2 《웃음충전소》
  - 타짱
  - 타짱 2
  - 대안제국
- KBS2 《해피선데이 - 준비됐어요》
- KBS2 《해피선데이 - 1박 2일》
- SBS 《놀라운 대회! 스타킹》
- KBS2 《위기탈출 넘버원》 MC
- KBS1 《가족오락관》 게스트
- 온게임넷, 퀴니 《롯데칸쵸배 컴온베이비 최강자전》
- EBS1 《아바타》
- 코미디TV 《기막힌 외출》
- 코미디TV 《쇼킹 베스트 워스트》
- MBC every1 《식신원정대》
- MBC 《7일간의 기적》
- MBC 《춤추는 고래》
- KBS2 《비타민》 게스트
- KBS2 《코미디 파일》
  - 제17대 어전회의
  - 쟁반도사
- KBS2 《쇼! 행운열차》
  - 제17대 어전회의
  - 황혼에서 새벽까지
  - 황혼민박
- MBC every1 《하쿠나 마타타》
- SBS 《맛있는 초대》
- Trend E 《이수근의 게릴라 키친》
- KBS1 《전국 노래자랑》
- Trend E 《이승연 이수근의 키친로드》
- 채널A 《이수근의 바꿔드립니다》
- JTBC 《이수근 김병만의 상류사회》
- SBS 《추석특집 코미디쇼 이수근 김병만의 10년의 꿈》
- KBS2 《추석특집 왕실의 부활 아이돌 왕세자 책봉사건》
- KBS2 《김승우의 승승장구》
- MBC Music 《춤추는 100인의 황금 마이크》
- MBC 《황금어장 - 무릎팍도사》
- 채널A 《불멸의 국가대표 시즌 2》
- KBS2 《해피선데이 - 1박 2일》
- KBS2 《우리동네 예체능》
- tvN 《세 얼간이》
- tvN 《백만장자 게임 마이턴》
- KBS N 스포츠 《죽방전설》
- XTM 《닭치고 서핑》
- JTBC 《아는 형님》- 고정출연
- JTBC 《냉장고를 부탁해》 대체 MC
- MBN 《전국제패》
- XTM 《타임아웃》
- KBS2 《동네스타 전국방송 내보내기》
- tvN 《신서유기》
- tvN 《신서유기2》
- JTBC 《이달의 행사왕》
- Mnet 《힛 더 스테이지》
- SBS 《부르스타》
- 채널A 《싱데렐라》
- tvN 《예능인력소》
- KBS2 《구석구석 숨은 돈 찾기》
- MBC 《전설의 초대 with 박인비》
- tvN 《신서유기3》
- tvN 《편의점을 털어라》
- MBC 《은밀하게 위대하게》 MC
- KBS2 《언니들의 슬램덩크》 게스트
- XTM 《더 벙커 시즌 8》
- KBS2 《하숙집 딸들》
- tvN 《신서유기4》
- MBN 《이맛이야》
- tvN 《수상한 가수》
- SBS 《정글의 법칙》
- SBS 《마스터 키》
- E채널 《내 딸의 남자들 : 아빠가 보고 있다1, 2, 3, 4》
- JTBC 《밤도깨비》
- JTBC 《나의 외사친》
- tvN 《강식당》
- tvN 《친절한 기사단》
- Mnet 《니가 알던 내가 아냐》
- tvN 《강식당2》
- tvN 《식량일기 닭볶음탕 편》
- KBS Joy 《무엇이든 물어보살》
- tvN 《놀라운 토요일- 호구들의 감빵생활》
- 채널A 《신입사원 탄생기 - 굿피플》
- tvN 《삼시세끼 - 아이슬란드 간 세끼》 (2019년)
- JTBC 《찰떡콤비》 (2019년)
- tvN 《플레이어》 (2019년)
- sky Drama 《위플레이》 (2019년)
- SBS 《이동욱은 토크가 하고 싶어서》 - 4회 (2019년)
- tvN 《좋은가요》 (2020년)
- tvN 《나의 첫 사회생활》 (2020년)
- 채널A 《도시어부》(2020년)
- tvN《나홀로 이식당》 (2020년)
- tvN 《신서유기》 (2020년)
- KBS2 《개승자》 (2021년)
- MBC every1 《맘마미안》 (2021년)
- SBS 《골 때리는 그녀들》 (2021년~2024) 해설위원 맹활약
- SBS 《판타스틱 패밀리 - DNA 싱어》 - (2022년)
- TV조선 《귀염뽕짝 원정대》 (2023년)
- JTBC 《한문철의 블랙박스 리뷰》 (2022년~) 개그우먼 박미선 배우 한보름 우주소녀 수빈 방송인 조나단 남성그룹 슈퍼 주니어 멤버이자 솔로가수 와 뮤지컬 도 하고 있는 규현 과 동시진행

### 영화
- 《선물》- 개그천왕 출연진 역
- 《마법경찰 갈갈이와 옥동자》 - 백발 역
- 《바리바리 짱》 - 경호팀장 역
- 《슈렉 포에버》 - 럼펠 (한국어 더빙) 역
- 《젓가락》 - 가짜대학생 역
- 《원라이프》- 내레이션 (한국어 더빙) 역
- 《눈의 여왕》- 트롤 (한국어 더빙) 역

### 드라마
- 2006년 MBC 《진짜 진짜 좋아해》 - 사이비종교 교주 역 (특별출연)
- 2010년 SBS 《내 여자친구는 구미호》 - 경찰관 역 (특별출연)
- 2012년 KBS 《넝쿨째 굴러온 당신》 - 現 연예기획사 대표이자 윤빈의 前 매니저 역 (특별출연)
- 2012년 tvN 《응답하라 1997》 - 대리기사 역 (목소리출연) (특별출연)
- 2020년 SBS 《하이에나》 - 이수근 역 (특별출연)
- 2020년 tvN 《슬기로운 의사생활》 - 이수근 역 (목소리출연) (특별출연)

### 시트콤
- 2012년 MBC 《엄마가 뭐길래》 - 병만의 학창시절 친구, 오복성 패밀리의 멤버 역 (특별출연)

## 광고
- 2006년 KTF 독일 월드컵 응원편 (with 류담, 변기수)
- 2006년 다날 고음불가 벨소리, 통화연결음 (with 류담, 변기수)
- 2007년 리오럭스 사무가구 런칭
- 2007년 종근당건강 키즈큐칼슘골드 (with 정명훈, 장도연)
- 2008년 양돈자조금관리위원회 국산돼지 (with 한영)
- 2008년 햇살치킨
- 2009년 피자에땅 (with 미스터 타이푼)
- 2009년 삼성테스코 홈플러스 (with 강호동, 김C, 은지원, MC몽, 이승기)
- 2009년 ~ 2013년 불스원 (with 김병만)
- 2009년 농심 둥지냉면 (with 이승기)
- 2010년 ~ 2013년 굿지앤 맛잡이 브랜드
- 2010년 ~ 2014년 코리아드라이브 1577 -1577 (with 윙크)
- 2011년 비젼코베아 (with 강호동)
- 2011년 코앤코
- 2012년 삼성전자 스마트카메라 극장에티켓 (with 한효주)
- 2012년 한국우편사업진흥원 우체국쇼핑
- 2017년 양평군
- 2017년 맘스터치 치파오
- 2017년 이엔피게임즈 세인트세이야
- 2018년 ~ 코리아드라이브 1577 -1577
- 2019년 SPC삼립 삼립호빵 (with 은지원)
- 2020년 푸드나무 랭킹닭컴
- 2020년 하이트진로 진로 (with 강호동, 김희철)
- 2020년 ~ 경기도일자리재단 잡아바
- 2021년 ~ 삼양식품 불닭소스
- 2021년 ~ 보타니스타 키클래오042

## 음악 활동

### 앨범
- EP 《고음불가》(2006년)
- 싱글 ’갈때까지 가보자’ (2009년)
- 싱글 ’해피송’ (2009년)
- 싱글 ‘헉(HUK)’ (2010년)
- 싱글 '스웩님' (2020년)

## 홍보대사
- 2006년 7월  대구 e스포츠페스티벌 홍보대사
- 2007년 9월 ~ 양평군 홍보대사
- 2008년 5월  양돈자조금관리위원회 홍보대사
- 2008년 6월 ~ 강화군 홍보대사
- 2008년 8월  행정안전부 제5회 대한민국 지방자치경영대전 홍보대사
- 2009년 4월  I will 센터 홍보대사
- 2009년 7월 ~ 조계종 포교원 멤버십 신도증 발급사업 홍보대사
- 2009년 7월  노동부 사회적기업 홍보대사
- 2010년 3월  수원 블루윙즈 홍보대사
- 2010년 11월 ~ 김포시 명예홍보대사
- 2011년 7월  제주유나이티드 명예서포터스
- 2011년 7월  스바루 아웃백 홍보대사
- 2012년 1월  안산시 홍보대사
- 2012년 5월  세브란스 건강홍보대사
- 2012년 7월  중증장애인 가족 창업지원 홍보대사
- 2012년 8월  희망서울 홍보대사
- 2013년 3월  마포세무서 일일명예민원봉사실장
- 2013년 3월  대한신장학회 홍보대사
- 2013년 7월  경기지방경찰청 홍보대사
- 2013년 7월  서울 서부경찰서 학교폭력근절 홍보대사
- 2015년 7월 화성 세계다문화태권도한마당 홍보대사
- 2015년 8월  문화체육관광부 불법 스포츠 도박 추방 캠페인 홍보대사
- 2015년 10월  평창군 홍보대사
- 2017년 5월  장애인기업종합지원센터 홍보대사

## 수상 경력
- 2007년 KBS 연예대상 베스트 엔터테이너상
- 2008년 KBS 연예대상 쇼ㆍ오락 MC 부문 남자 신인상
- 2008년 제15회 대한민국 연예예술상 남자 부문 희극인상
- 2009년 KBS 연예대상 쇼ㆍ오락 MC 부문 남자 우수상
- 2010년 제4회 M.net 20's Choice 가장 영향력있는 스타 20인
- 2010년 제11회 대한민국 영상대전 예능 부문 포토제닉상
- 2010년 KBS 연예대상 쇼ㆍ오락 MC 부문 남자 우수상
- 2011년 불기 2555년 불자대상
- 2011년 제47회 백상예술대상 TV부문 남자 예능상
- 2011년 제38회 한국방송대상 개인상 부문 코미디언상
- 2011년 제23회 한국PD대상 코미디언 부문 출연자상
- 2011년 자랑스러운 전문대학인상
- 2011년 KBS 연예대상 쇼ㆍ오락 MC 부문 남자 최우수상
- 2011년 KBS 연예대상 대상 (1박 2일 팀)
- 2012년 제3회 대한민국 대중문화예술상 문화체육관광부 장관 표창
- 2016년 제10회 케이블TV 방송대상 인기 스타상
- 2021년 SBS 연예대상 한 배 탄 만큼 베스트 커플상

## 가족 관계
- 외할아버지 : 김상룡(金相龍)
  - 큰아버지 2명
  - 아버지 : 이무재(李茂宰, 1943년 12월 1일~2025년 8월 5일)
  - 어머니 : 강릉 김씨 김산옥(1944년 7월 19일~)
    - 누나 : 이은수(1966년~)
    - 형 : 이수철(李秀撤[12], 1971년 3월 17일~)
    - 배우자 : 박지연(1986년~)
      - 장남 : 이태준(2008년 8월 3일~)
      - 차남 : 이태서(2010년 1월 19일~)